# Evergreen (Carolina del Nord)
Evergreen è un census-designated place (CDP) degli Stati Uniti d'America, situato nello stato della Carolina del Nord, nella contea di Columbus. Secondo il censimento del 2020 gli abitanti di Evergreen ammontavano a 336.